# جبل سانت هيلين

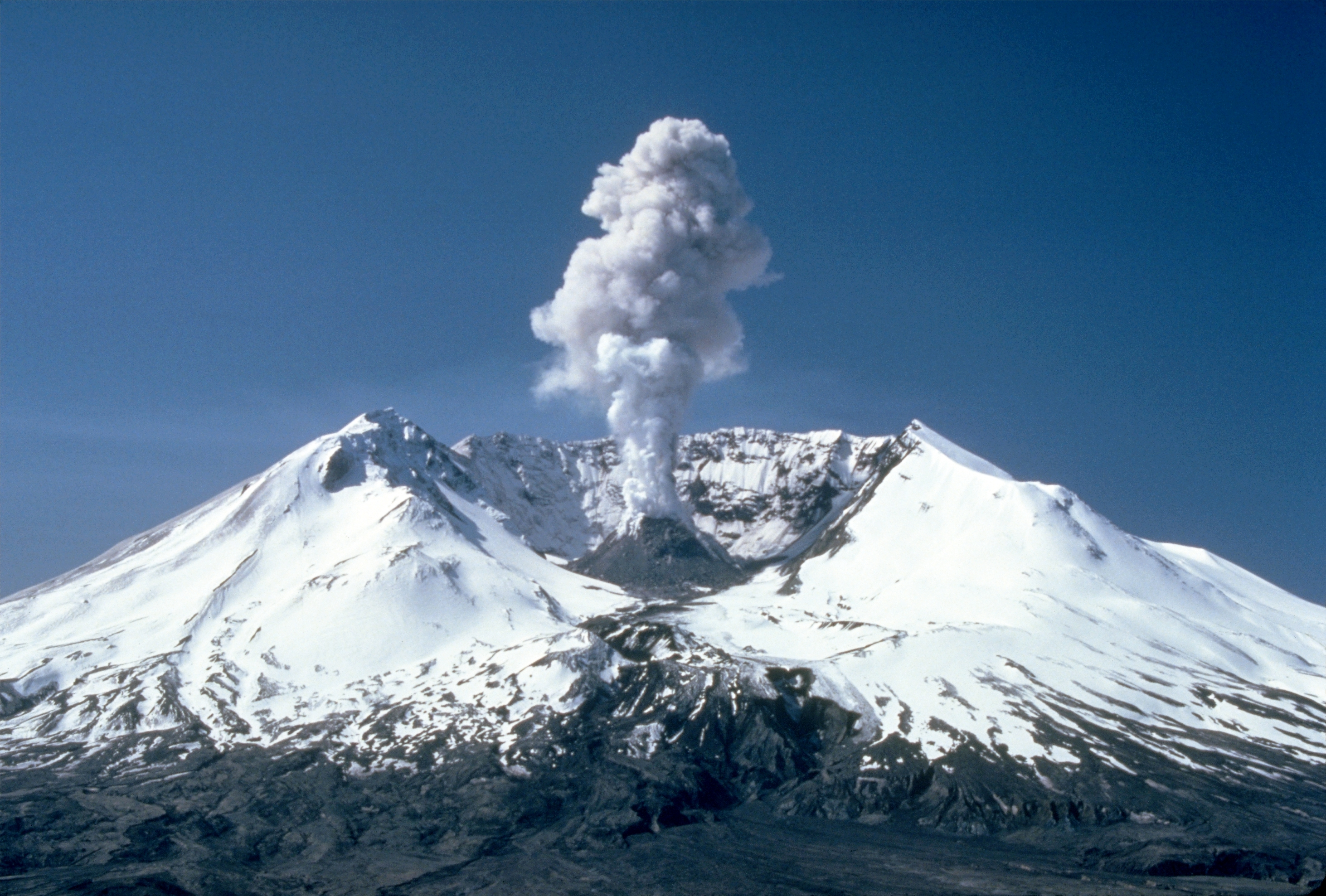

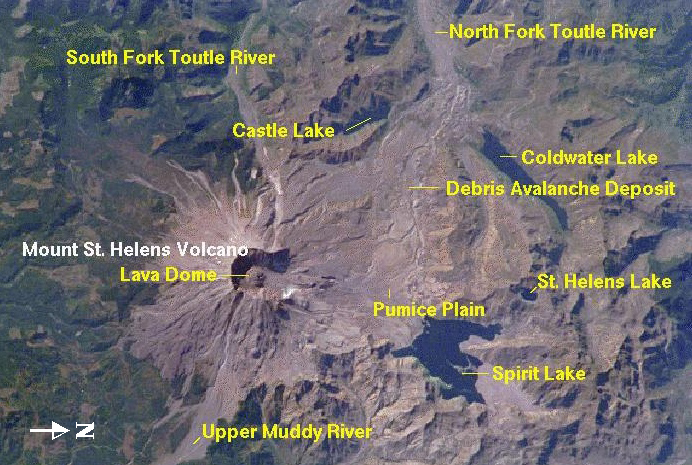
منطقة بركان جبل سانت هيلين بولاية واشنطن.

جبل سانت هيلين (بالإنجليزية: Mount St. Helen's) هو بركان طبقي يقع في ولاية واشنطن غرب الولايات المتحدة الأمريكية. وهو يقع على بعد حوالي 96 كيلو متر من مدينة سياتل. سمي البركان بهذا الاسم نسبة للدبلوماسي الإنجليزي السير سانت هيلين الذي كان صديقاً للمستكشف جورج فانكوفر الذي كان يقوم بمسح لتضاريس تلك المنطقة في أواخر القرن التاسع عشر. ويعتبر البركان جزء مما يسمى بدائرة المحيط الهادي النارية، والتي تضم نحو 160 بركاناً نشطاً. ويشتهر هذا البركان بلوافظه من الرماد وسيل صهارته النارية.

## ثورانه
ثار بركان سانت هيلين في 1980، وكان أكبر ثوران في تاريخ أمريكا حيث لم تشهده مثله البلاد على الإطلاق.

## اقرأ أيضاً
- مونت بيليه
- بركان مايون

## وصلات خارجية
- "Mount St. Helens National Volcanic Monument". US Forest Service. مؤرشف من الأصل في 2016-03-30.
- Mount St. Helens photographs and current conditions نسخة محفوظة 2 يناير 2007 على موقع واي باك مشين. from the الماسح الجيولوجي الأمريكي website
- USGS: Mount St. Helens Eruptive History نسخة محفوظة 2 يناير 2007 على موقع واي باك مشين.
  - USGS: Mount St. Helens — From the 1980 Eruption to 2000
  - Most recent photos (most aerial) from the الماسح الجيولوجي الأمريكي
- University of Washington Libraries: Digital Collections:
  - Mount St. Helens Post-Eruption Chemistry Database This collection contains photographs of Mount St. Helens, post-eruption, taken over the span of three years to provide a look at both the human and the scientific sides of studying the eruption of a volcano.
  - Mount St. Helens Succession Collection This collection consists of 235 photographs in a study of plant habitats following the May 18, 1980 eruption of Mount St. Helens.
- Audio recording of the May 18, 1980 eruption Recorded 140 ميل (225 كـم) southwest of the mountain. Believed to be the only audio recording of the eruption.
- جبل سانت هيلين على مشروع الدليل المفتوح
- The الجمعية الجغرافية الملكية project:
  - Mountains.aspx#level_2 The 1980 Mount St. Helens Eruption.
  - Slideshows.aspx#level_9 Audio slideshow: Mount St Helens (6:29 min) - Volcanologist Sarah Henton discusses the Cascade Mountains and explains the geology and impact of the 1980 Mount St Helens eruption.